# Leskoveț, Pernik
Leskoveț (în bulgară Лесковец) este un sat în comuna Pernik, regiunea Pernik,  Bulgaria. 

## Demografie
Componența etnică a satului Leskoveț
     Bulgari (99,14%)
     Nicio identificare (0,85%)
     Altele (0%)
La recensământul din 2011, populația satului Leskoveț era de 117 locuitori. Din punct de vedere etnic, majoritatea locuitorilor (99,14%) erau bulgari. Pentru 0,85% din locuitori nu este cunoscută apartenența etnică.